# Les Impliqués
Pour l’article ayant un titre homophone, voir 1PLIKÉ140.
Pour plus de détails, voir Fiche technique et Distribution.
Les Impliqués (Uwikłanie) est un thriller politique polonais réalisé par Jacek Bromski, inspiré du roman du même titre de Zygmunt Miłoszewski, et sorti le 3 juin 2011 sur les écrans polonais.

## Synopsis

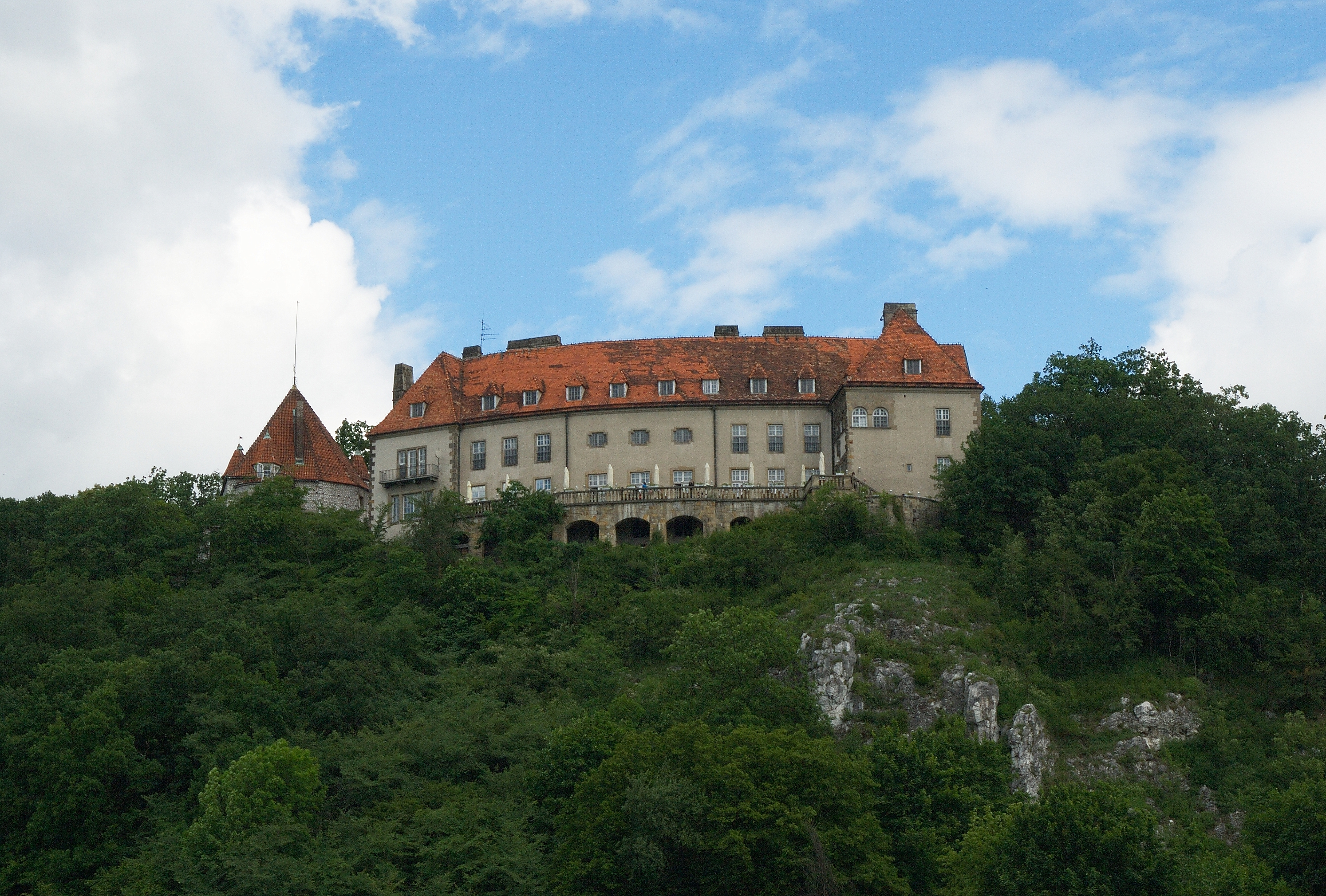
Le château de Przegorzały, lieu de l'intrigue.

Dans un vieux monastère près Cracovie, le docteur Cezary Rudzki organise un séminaire thérapeutique du type Constellation familiale. Lorsque le cadavre de l'un des patients est découvert le lendemain, la procureur Agata Szacka a pour première conviction que le meurtrier est un membre du groupe.

## Fiche technique et artistique
- Titre polonais : Uwikłanie
- Titre français : Les Impliqués
- Titre anglais : Entanglement
- Réalisation : Jacek Bromski
- Scénario : Jacek Bromski et Juliusz Machulski
- Direction artistique : Ryszard Melliwa
- Costume : Barbara Łagowska
- Directeur de la photographie : Marcin Koszałka
- Montage : Laure Gardette
- Musique originale : Ludek Drizhal
- Son :
- Production : Juliusz Machulski
Wojciech Danowski
- Sociétés de production : Studio Filmowe Zebra
- Distribution : ITI Cinema
- Budget :
- Pays d'origine : Pologne
- Langue : polonais
- Format :
- Long métrage de fiction - thriller
- Durée : 123 minutes
- Dates de sortie : 
  -  Pologne : 3 juin 2011

## Distribution
- Maja Ostaszewska – le procureur Agata Szacka
- Marek Bukowski – le commissaire Sławomir Smolar
- Olgierd Łukaszewicz – Dr. Cezary Rudzki, thérapeute
- Krzysztof Globisz – Henryk Telak
- Danuta Stenka – Madame Telak
- Andrzej Seweryn – Witold, président de SAVIN
- Krzysztof Pieczyński – Igor, son aide
- Piotr Adamczyk – Antoni, mari d'Agata
- Krzysztof Stroiński – Karol Wenzel, ancien journaliste d'enquête
- Adam Woronowicz – Leszek Kopeć, représentant de l'IPN
- Dorota Pomykała – Barbara Jarczyk, patient du Dr. Rudzki
- Maciej Wierzbicki – Kaim, patient
- Małgorzata Zajączkowska – chef procureur
- Dobromir Dymecki – policier Kumerski
- Piotr Nowak – policier Wolniak
- Mikołaj Grabowski – ancien officier de police judiciaire
- Iwona Bielska – son femme
- Jakub Przebindowski – médecin légal
- Beata Paluch – bibliothécaire académique
- Janusz Morgenstern – professeur Andrzej Zieleniecki, père de Szacka